# Nephargynnis jubrubidus
Nephargynnis jubrubidus är en fjärilsart som beskrevs av Van Someren 1972. Nephargynnis jubrubidus ingår i släktet Nephargynnis och familjen praktfjärilar. Inga underarter finns listade i Catalogue of Life.